# Кенеш (Ноокатский район)
Кенеш (кирг. Кеңеш) — село в Ноокатском районе Ошской области Кыргызстана. Входит в состав айылного аймака Теелес.

## География
Село расположено в западной части области, на расстоянии приблизительно 29 километров (по прямой) к западо-северо-западу от города Ноокат, административного центра района.

## Население
Согласно оценочным данным Национального статистического комитета Кыргызской Республики, численность населения села на начало 2023 года составляла 3747 человек.
| год     | 2009 | 2014 | 2015 | 2020 | 2021 | 2023 |
| ------- | ---- | ---- | ---- | ---- | ---- | ---- |
| человек | 2771 | 3060 | 3130 | 3346 | 3388 | 3747 |